# منظر ديلفت
منظر ديلفت هي لوحة زيتية للفنان الهولندي يوهانس فيرمير رسمها في الفترة من 1659-1661.